# Тао-Кларджеті
Тао-Кларджеті, або Картвельське царство (самоназва з кінця IX ст.) — грузинська феодальна держава в історичному регіоні Тао-Кларджеті. Правителі князівства з династії Багратіоні титулували себе «картвельськими куропалатами», претендуючи тим самим на спадщину найдавніших царів Картлі (Іберії). Адарнасе II остаточно зумів відновити картлійську монархію 888 року. Однак Багратіоні залишалися розділеними на кілька гілок, що боролися за владу на грузинських землях.
Тао-Кларджеті особливо зміцнилося в X столітті при Давиді III Куропалаті, який був одним із ініціаторів об'єднання Грузії. Головними суперниками на цьому шляху виступали абхазькі царі, однак династичний союз і палацовий переворот 978 року посприяли тому, що абхазький престол зайняв Баграт III, законний спадкоємець Давида Курапалата, який 1008 року успадкував Картлі від свого батька Гургена та об'єднав корони Абхазії і Картлі, утворивши єдине Грузинське царство.
Після смерті Давида III 1001 року його володіння в Тао успадкувала Візантійська імперія, яка на нових територіях сформувала Іверійскую фему — це згодом стало причиною серії конфліктів Грузії з Візантією.

## Передісторія
На тлі заворушень і сепаратистських настроїв серед васалів арабські халіфи з династії Аббасидів були змушені шукати союзників серед місцевих еліт. 813 року вони дозволили князю Ашоту I відродити Картлійське ерісмтаварство на підконтрольних Гуарамідам землях. Ця подія поклала початок тисячолітнього правління грузинських Багратідів. Візантійський імператор у свою чергу присвоїв Ашоту титул куропалата. За аналогічних обставин 806 року відтворили і вірменську державу з Багратідами на чолі.

## Історія

### Формування князівства

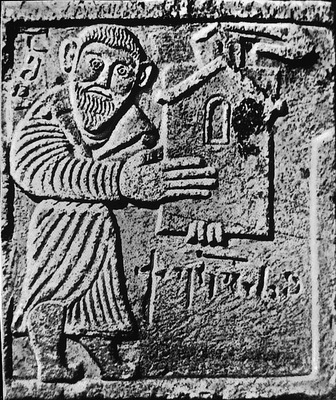
Ашот I Великий тримає монастир у руках. Барельєф монастиря Опіза. 1-ша чверть IX ст.

Між VIII та IX століттями на території Грузії виникли різні феодальні держави, які почали боротися за отримання гегемонії в регіоні. Незважаючи на відновлення Картлійського князівства з центром в Уплісцисі 813 року, східна Грузія залишалася поділеною між володарями, що змагалися за владу. Григол, князь Кахетії, сподівався правити всією Грузією та за підтримки цанарів і Тбіліського еміра почав активну експансію та вторгся у Внутрішню Картлі (Шида-Картлі). У союзі зі своїм зятем, царем Абхазії, Ашот I рушив військо проти Кахетії та її союзників, переміг супротивників та розширив свої кордони до річки Ксані. Посилення влади Ашота могло бути пов'язано з рухом Бабека. 818 року, протистоячи Тбіліському еміру, який відокремився від Халіфату, Ашот спонукав халіфа визнати його ерісмтаваром Картлі та підтримати його проти кахетинців. Незабаром обставини змінилися, коли правитель Армінії Халід ібн Язід відновив контроль над Східною Грузією: емір Тбілісі був прощений, цанарів суворо покарали, а араби, трохи зміцнівши, знову спробували взяти контроль над Картлі. Рятуючись від арабів, біля 820—823 років останній ерісмтавар Картлі Ашот I покинув центральну Грузію та оселився у південно-західній Грузії, в Кларджеті, зі своєю сім'єю та прихильниками. Резиденцією Ашота I стало розташоване на Великому шовковому шляху місто Артануджі. Ашот I об'єднав під своєю владою більшу частину історичної Південно-Західної Грузії та згодом поклав початок новій феодальній державі, що зіграла виняткову роль у житті Грузії. Він був покровителем чернечого життя, розпочатого видатним грузинським духовним діячем Григорієм Хандзтійським. Від Візантійської імперії Ашот I отримав титул «курапалата», що фактично було визнанням його влади. Ашот використовував свої візантійські зв'язки не тільки в боротьбі з арабами, але і для посилення своєї влади в Тао-Кларджеті. У свою чергу, імператор бачив у Тао-Кларджеті не тільки союзника в боротьбі з арабами, але і інструмент для відновлення колишнього впливу Візантії на Грузію. Ашота убили 826 року в той час, коли він збирав військо проти арабів.
- - Адарнасе II (826—869)
  - Баграт I Куропалат (826—876)
  - Гуарам (826—882)

### Династична ворожнеча
У 829—830 роках Халіфат наказав правителю Армінії Халіду ібн Язіду вторгнутися у Східну Грузію, щоб підпорядкувати Тбіліський емірат. У цьому ж поході арабський полководець відібрав Внутрішню Картлі у Баграта I Куропалата, який змінив Ашота як картлійського куропалата і якого вважають засновником лінії. Такий розвиток подій змусив Баграта переглянути політичну орієнтацію на користь Халіфату. В обмін на допомогу проти Тбіліського еміра Саака Мухаммад Халід передав Баграту Внутрішню Картлі 842 року та був визнаний ерісмтаваром Картлі.

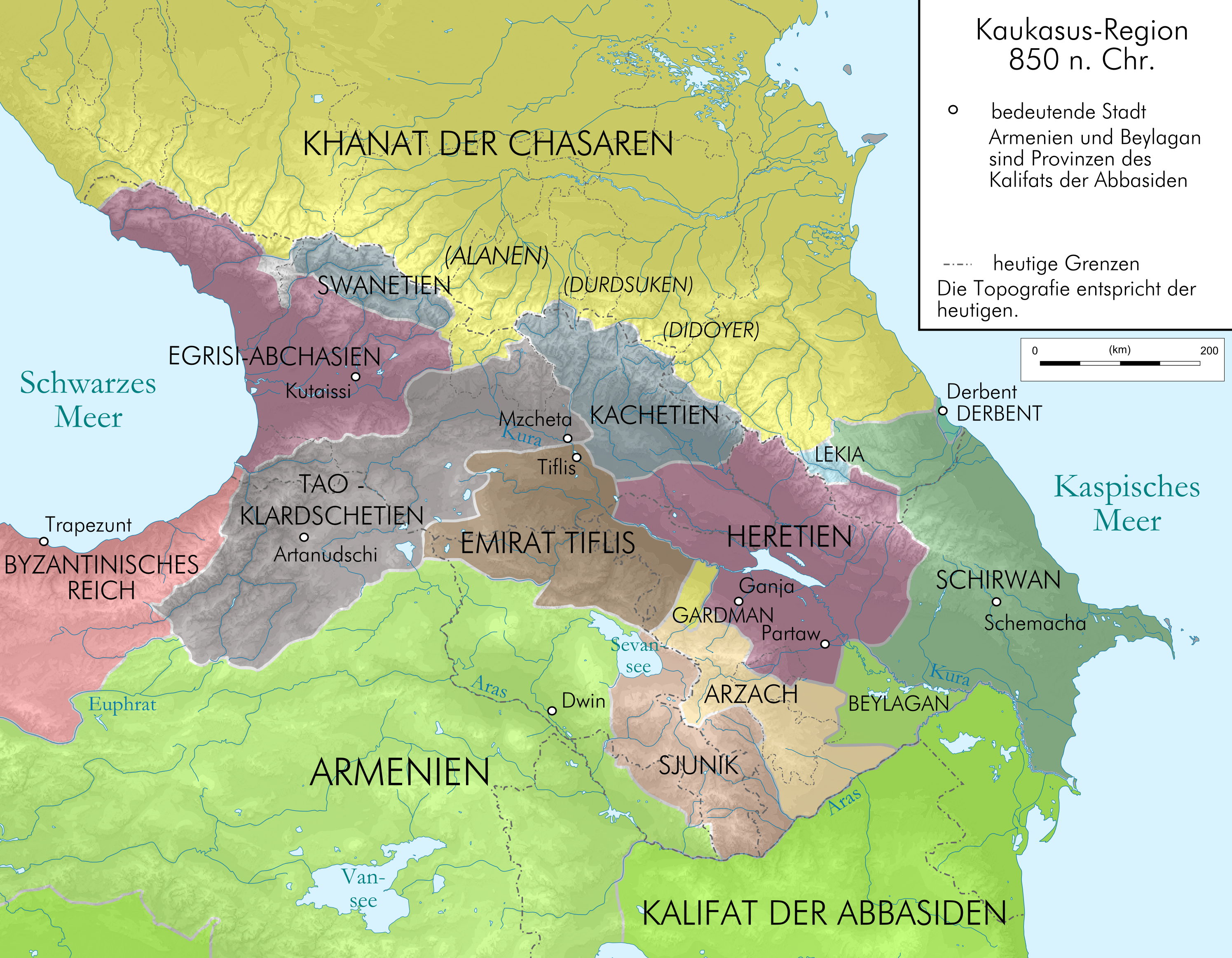
Тао-Кларджеті та сусідні держави 850 року

Зміна політичного курсу Баграта викликала розкол серед Багратідів. Баграту протистояв його молодший брат Гуарем Мампалі, що особливо яскраво проявилося в середині X століття під час загострення конфлікту між Халіфатом і Тбіліським еміратом. Тбіліський емір спробував віддалитися від Багдада і перестав виплачувати данину. У відповідь Аббасіди відправили каральну експедицію під керівництвом Гуляма Буга аль-Кабіра (853). Проти Бугу аль-Кабіра виступили Гуарем Мампалі, князь Вірменії Смбат Багратуни, Кахетинське князівство та Абхазьке царство. У цьому поході арабська армія за підтримки Баграта I захопила Тбілісі, спалила його дотла та обезголовила бунтівного еміра. Після взяття Тбілісі Буга відправив Зірака для боротьби з абхазьким царем. Цар абхазів зазнав поразки та відступив, і саме в цей час Зірак полонив Константі-Каху.
У 860-х роках Георгій I, цар Абхазії, зайняв Внутрішню Картлі. Переваги у боротьбі за гегемонію над Картлі поступово домоглося Абхазьке царство, і таким чином абхазькі царі стали головними суперниками Тао-Кларджеті. У цей же період Тбіліські еміри остаточно стали самостійними володарями території в межах Нижньої Картлі. Арабське панування на Кавказі значно ослабло до другої половини IX ст., і буферні держави в Грузії та Вірменії, що розвивалися, поступово стали потужним оплотом проти візантійських посягань.
У 870-х роках вкрай загострилися протиріччя між будинками Гуарама Мампалі та Баграта, спровоковані Ліпаритом Багваші. Цього князя вигнали з Абхазії, після чого він рушив до Тріалеті під володінням Гуарама та збудував там цитадель Клдекарі, а після 876 року встановив еріставство під сюзеренітетом племінника Гуараме — Давида I. Через це двоюрідний брат Давида Насра, законний спадкоємець Гуарама, не міг пробачити такої образи і шкоди своїм феодальним інтересам; 881 року Насра вбив свого двоюрідного брата. Сини Баграта, Ліпарит та їхні союзники почали мстити за Давида, вигнали Насра з країни та захопили його володіння. Після цього він втік до Візантії, звідки перебрався до Абхазії. Цар Абхазії Баграт I, якому Насра припадав швагром, отримав допомогу від Візантії та вторгся у володіння грузинських Багратідів. Офіційною причиною війни стала допомога Насрі. Прагнучи врівноважити візантійський вплив на Кавказі, Ашот I, цар Вірменії, втрутився у конфлікт і підтримав сина Давида I — Адарнасе. Таким чином, династична ворожнеча Багратідів поступово переросла в регіональний конфлікт. Насрі вдалося захопити Самцхе, але у підсумку його перемогли.

### Відновлення царства

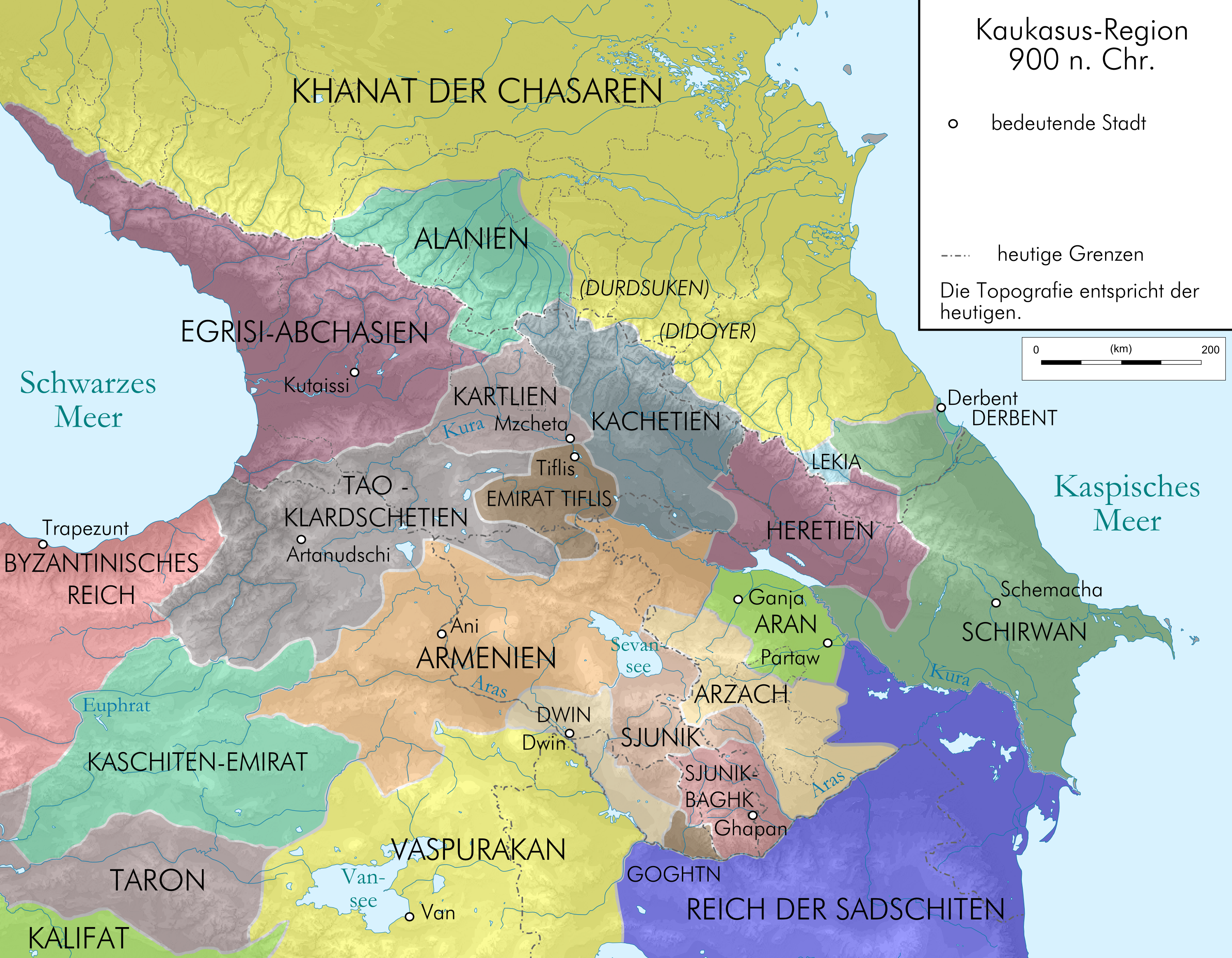
Тао-Кларджеті та сусідні держави 900 року

Оскільки Адарнасе був неповнолітнім, візантійський імператор, відповідно до політики поділу, призначив куропалатом не Адарнасе, а його двоюрідного брата Гургена I, князя верхнього Тао. Не будучи куропалатом і маючи перед собою приклад Вірменії, Адарнасе 888 року відновив грузинське царство та прийняв титул «царя картвелов» (цар Грузин). Цей акт означав проголошення політичної незалежності та був направлений проти агресивних устремлінь Візантії, а окрім того, будинок Багратіоні відстоював своє виняткове право на володіння Картлі та придушував можливі претензії грузинських та іноземних суперників на ці землі.
Відносини між Адарнасе та Гургеном стали напруженими та згодом переросли у відкриту війну. 891 року Гургена смертельно поранили й захопили Адарнасе та його союзник Баграт I, князь Кларджеті. Візантійський уряд після смерті Гургена 891 року визнав Адарнасе як куропалата. Адарнасе продовжував союз із Ашотом I, царем Вірменії, а потім і з його наступником — Смбатом I, якому Адарнасе допоміг завоювати корону в династичної боротьбі 890 року. У свою чергу, Смбат визнав царствений статус Адарнасе та особисто коронував його 899 року.
На початку X століття Костянтин III, цар Абхазії, пішов походом у Картлі та призначив там свого еристава. З цього часу Внутрішня Картлі протягом довгого часу перебувала в руках абхазьких царів. 904 року союзники спільно воювали проти Костянтина III, їхнього загального родича, який конкурував з Адарнасе за гегемонію у Внутрішній Картлі та зі Смбатом — у Нижній Картлі. Адарнасе захопив Костянтина і передав його Смбату, але Смбат хотів врівноважити щораз більшу міць Адарнасе, тому звільнив свого бранця, аби уникнути «абхазо-картвельської» консолідації. Цар Вірменії та Костянтин III уклали мирний договір, за яким цар абхазів повернув собі «Уплісцихе та всю Картлі», та закріпили його династичним шлюбом. Цей крок повернув Адарнасе проти Смбата — цей розрив та ворожнеча послабили обох монархів: 904 року Адарнасе позбавили внутрішньої Картлі, а Смбата переміг та замучив до смерті Юсуфо ібн Абу-с-Саджіда, правитель Азербайджану 914 року.

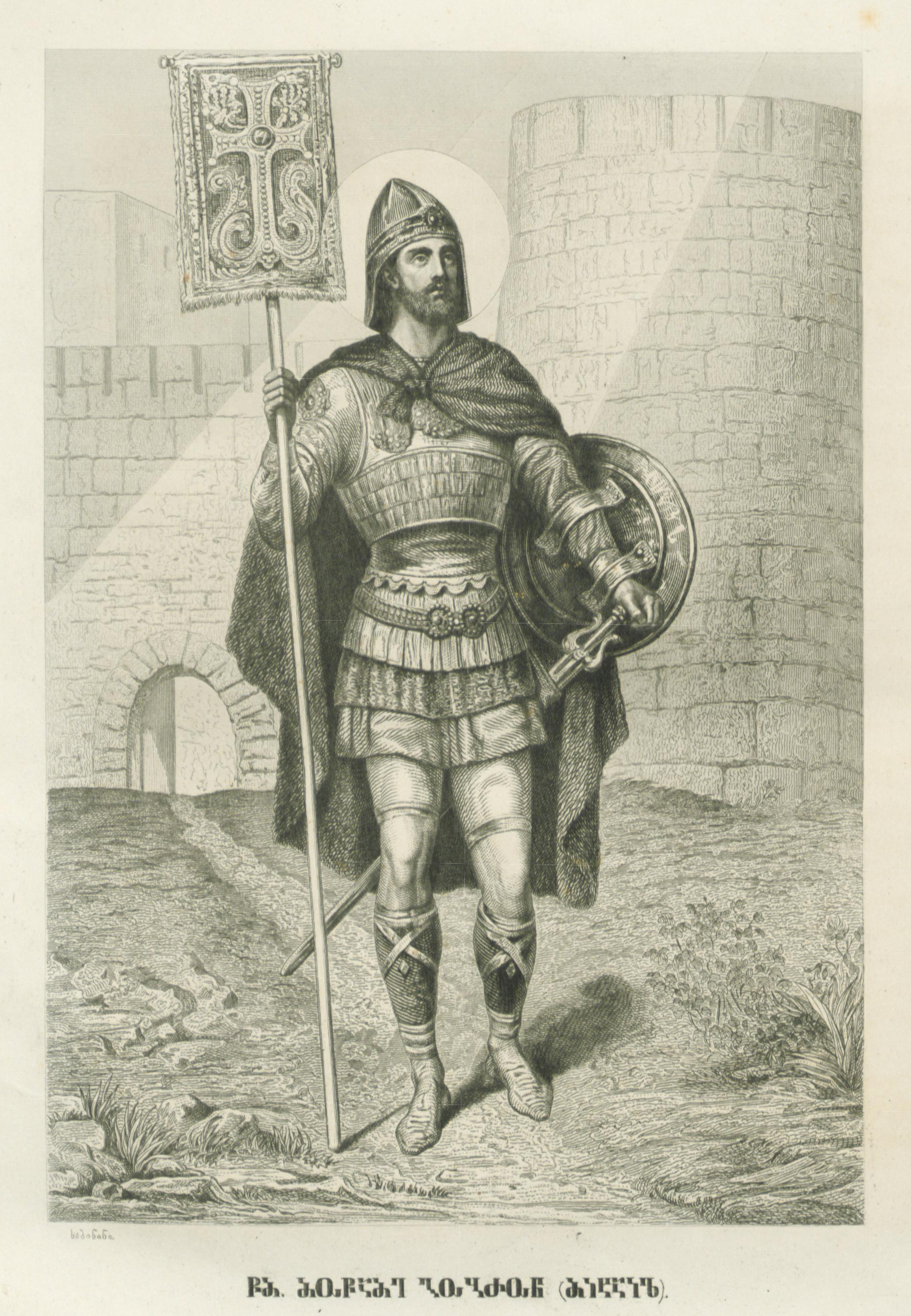
Михайло-Гоброн на картині «Рай Грузії», М. Сабінін, біля 1882 року

Незабаром після цього, між 908 і 914 роками, Юсуф ібн Абу-с-Садж від імені Халіфату вторгся в Грузію з Вірменії. Він пройшов через Тбіліський емірат у Кахетії, звідки рушив в Картлі, що тоді перебувала під контролем Костянтина III, царя Абхазії. Костянтин зруйнував цитадель Уплісцихе, після чого Юсуф вторгся в Самцхе та Джавахетію. Не зумівши захопити фортецю Тмогві, емір обложив Квелі, яка перебувала тоді у володінні князя Гургена II. Фортеця Квелі протрималася 28 днів: молодий командир Гоброн надав запеклий опір і зробив ряд вилазок, але врешті прийняв мученицьку смерть від руки Юсуфа. Навали Юсуфа ібн Абу-с-Саджіда завдали країні величезної шкоди, але він не зміг відновити арабське оподаткування і гегемонію, як це було у випадку Бузі 853 року. Проте панування арабів у Грузії підійшло до кінця. Саме в цей період Візантійська імперія активізувала дипломатичну діяльність на грузинському і вірменському напрямках. Лідерство Адарнасе піддалося серйозному випробуванню після 918 року, коли князь верхнього Тао Гурген II став сильнішати.
- - Давид II (923—937)
  - Ашот II (937—954)
  - Баграт I (941—945) унаслідував Гургена II (918—941).
  -  Сумбат I (біля 954—958)

На відміну від свого батька, цар Давид II не носив візантійського титулу куропалата, який передали Ашоту II. Давид мав лише титул магістра, який він поділяв зі своїм родичем Гургеном II, князем Верхнього Тао. Після смерті Давида II 937 року Тао-Кларджеті та претензії на Картлі перейшли до його брата Сумбата I, який в останній рік свого життя став куропалатом, коли 954 року помер Ашот II. 958 року син Сумбата I Куропалата — Баграт II — успадкував титули свого батька (крім куропалата) і керував тільки Нижнім Тао. Титул куропалата перейшов до Давида III, двоюрідного брата Баграта II. Баграт часто виявляв себе як прихильник Давида III, найвпливовішого серед Багратідів того часу. Баграт II також вступив у союз з абхазами, а його син одружився з Гурандухт Абхазькою, дочкою абхазького царя Георгія II.

### Відродження

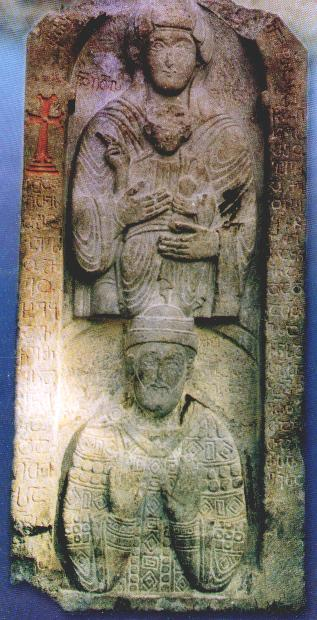
Давид III Великий на барельєфі з монастиря Ошки

Після короткочасного періоду феодальної роздробленості, в середині X століття царство досягло вершини своєї могутності при куропалатіДавиді III. Давид надав важливу допомогу візантійському імператору Василю II під час великого повстання Барда Скліра 979 року. Давид зміцнив імператорського полководця та його старого друга Барда Фока із 12-тисячним військом під командуванням Торнике. В нагороду Давид отримав у довічне володіння велику ділянку землі Візантійської Вірменії, що тяглася від Тао до озера Ван, включно з містом Феодосіополь. Ще однією нагородою за лояльність Давида стало виділення імператорських коштів на заснування грузинського монастиря на Афоні. Вірменський історик Степанос Таронеці писав про Давида:
|  | Великий куропалат Давид перевершував усіх государів нашого часу своїми жалісливістю та миролюбністю. Давид встановив мир і ґречність у всіх східних країнах, особливо в Вірменії та Грузії. Він поклав кінець війнам, що виникали безперестанку, та переміг усі народи, що живуть навколо. |

Із твердим наміром об'єднати всі грузинські землі та за підтримки Іоанна Марушисдзе Давид близько 975 року зробив своїм спадкоємцем Баграта III — майбутнього царя об'єднаної Грузії. Давид встановив його правителем у Картлі (з 975 року), а пізніше і царем Абхазії (з 978 року), а також допоміг батьку Баграта — Гургену, стати царем Картлі-Іберії після смерті Баграта II 994 року.

### Відносини з Візантією

Кавказ і Близький Схід протягом 884—962 років

У роки правління Македонської династії та особливо в першій половині X століття — коли Візантією правили Лев VI, Роман Лакапін і Костянтин VII Багрянородний — візантійці розширювалися на схід, підпорядковуючи різних арабських еміратів. У цих походах візантійські імператори просили допомоги в іберійців (грузинів), які мали славу здатних воїнів, внесли свій вклад у військових походах та займали сусідні фортеці. Костянтин VII Багрянородний у своїй роботі «Про управління імперією», що описує країни та народи, які межують з імперією, виділяє Херсонес, князівства Вірменії та Іберії серед васалів, що орієнтуються у своїй політиці на інтереси Візантії, але абсолютно непідконтрольні у внутрішніх справах. Відносини з імперією не виходили за рамки своєрідного «союзу старших і молодших царств», що анітрохи не заважало грузинським політичним утворенням проводити досить незалежну політику, яка часто суперечила інтересам Візантії на Сході.
Перші суперечки з Візантією виникли, коли візантійці близько 920 року намагалися захопити місто Артануджі. Це не тільки втягнуло імператора в суперечку між Ашотом Кіскасі та його зятем Гургеном, а й об'єднало Гургена з кузенами. Імператор був змушений відступити, оскільки ібери пригрозили розірвати союз і об’єднатися з арабами.

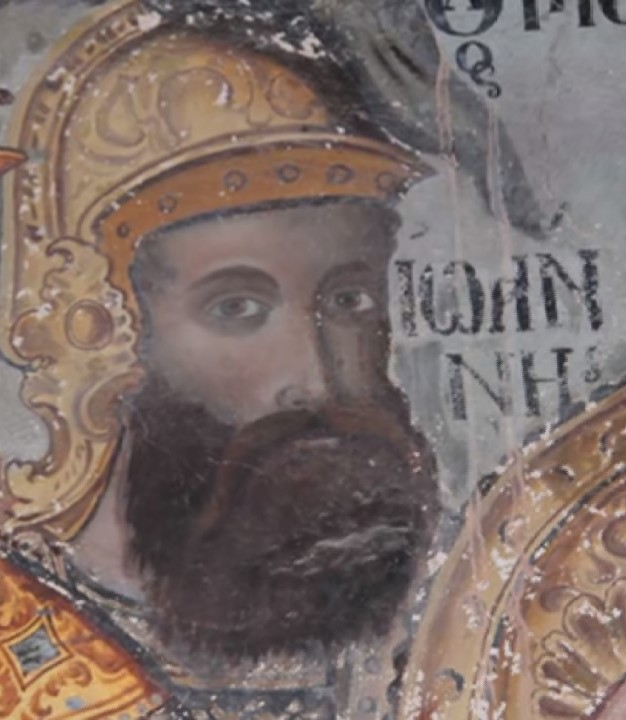
Фреска Іоанна-Торніке в Іверонському монастирі на Афоні

Чергова суперечка з Візантією сталася через Феодосіополь. Іберійці відмовлялися допомагати візантійцям, оскільки мали дружні стосунки з жителями Феодосіполя та не хотіли розширювати візантійський вплив. Хоча Феодосіополь і був у сфері інтересів Візантії, її володарі Роман Лакапин і Костянтин VII, очевидно, були готові віддати місто Багратідам, а саме Ашоту II. Костянтин навіть видав хрисовул, у якому надавав Ашоту право володіти «усіма місцями агарійців» (грец. Ἀγαρηνοί), яких Ашот та його племінник могли б своїми силами підпорядкувати. 949 року візантійцям вдалося захопити місто і вздовж Араксу встановити прикордонну лінію з Іберією. Після ослаблення арабів і розширення кордонів імперії на схід візантійців уже не влаштовувало посилення грузинських царств і князівств. Нестача сили Тао-Кларджеті для протидії візантійцям компенсувалася ідеологічною, політичною та культурною допомогою об'єднання грузинських земель у єдине царство. У другій половині X століття в Візантійської імперії «всі найважливіші військові позиції займали вірмени і грузини».
Ще один конфлікт із Візантією виник під час повстання Барди Фоки (989), в якому Давид III Куропалат брав участь на боці повсталих проти імператора Василя II (976—1025). Імператор Василь II попросив допомогу у київського князя Володимира та пообіцяв віддати йому в дружини свою сестру Анну. Хоча Давид надав велику допомогу Василю у боротьбі з іншим бунтівником Бардой Скліром (979), десять років потому він, примушений до покори та бездітний, 990 року заповів свої володіння Візантії. Згідно з Василем Васильєвським, грузини Барди Фоки зазнали поразки від новоствореного російського корпусу, який замінив грузин у Візантійської армії. Після смерті Давида (1000) Василь II особисто зустрівся з Багратом III та його батьком Гургеном II і досяг угоди про розподіл Тао: його південна частина пізніше увійшла до складу феми Іверія, а північна дісталася Баграту III. Імператор Василь II визнав спадкові права картлійських царів у Тао-Кларджеті, у результаті чого Баграт став куропалатом. Врешті політичний центр Грузії перемістився на північ, як і більша частина грузинської знаті.

### Формування єдиного Грузинського царства

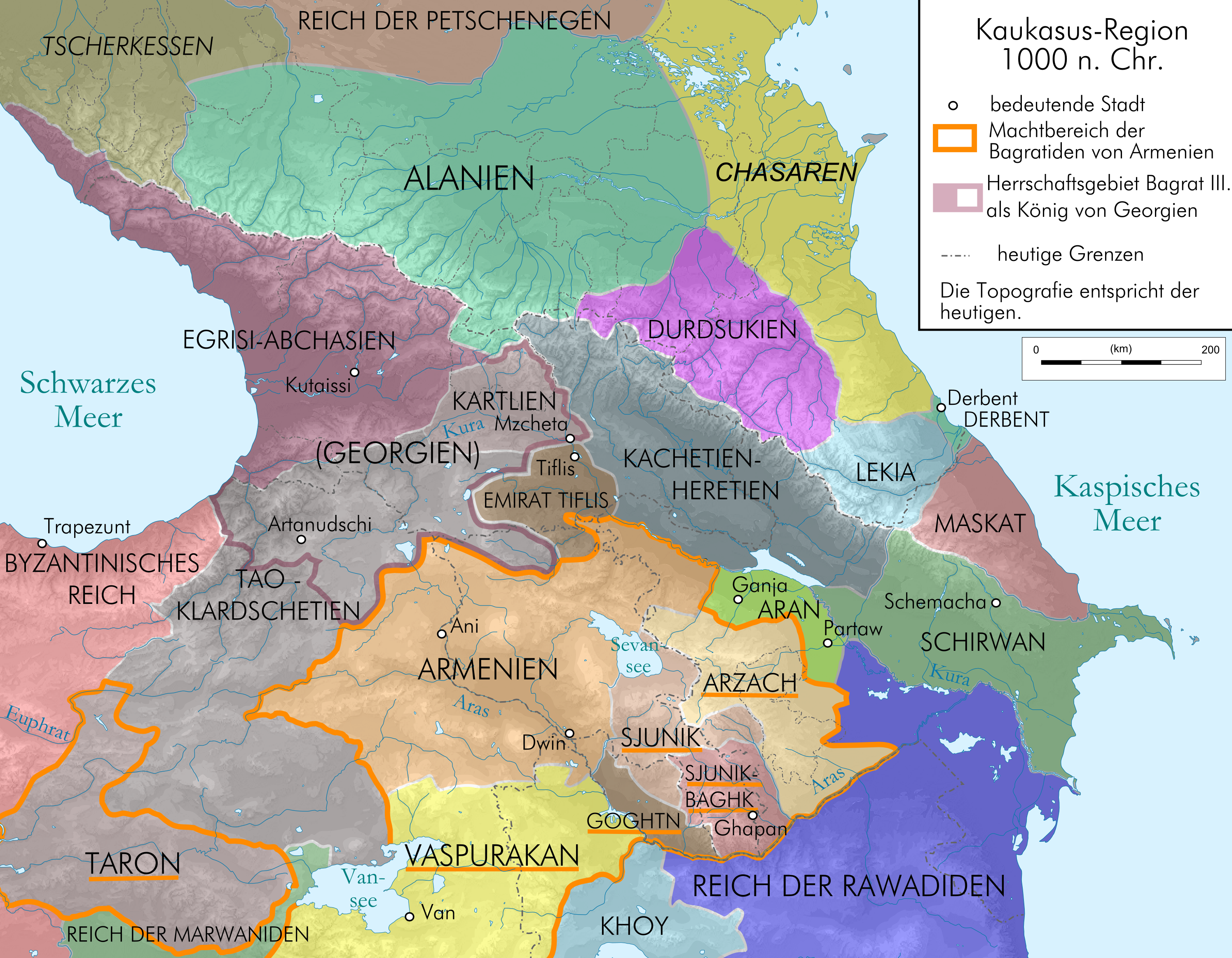
Об'єднання з Абхазьким царством 1000 року

На початку 980-х років Баграт III став номінальним царем об'єднаної Грузії, а фактично — до 1008 року. 1008 року після смерті батька Гургена II Баграт III став першим правителем єдиного грузинського царства. Столицею об'єднаної Грузинської монархії став Кутаїсі. Царювання Баграта, найважливіший період в історії Грузії, призвело до остаточної перемоги грузинських Багратідів у багатовіковій боротьбі за владу. Прагнучи створити більш стабільну та централізовану монархію, Баграт ліквідував або принаймні зменшив автономію династичних князів. У його очах найімовірніша внутрішня небезпека виходила з лінії Кларджетинських Багратідів, які, схоже, визнавали суверенітет Баграта, але іменувати себе царями та суверенами Кларджеті. Щоб забезпечити спадкоємність своєму синові Георгію I, Баграт заманив своїх двоюрідних братів — Сумбата і Гургена — під приводом примирної зустрічі у замок Панаскерті та кинув їх до в'язниці 1011 року. Їхні діти — Баграт, син Сумбата, та Деметре, син Гургена, — бігли в Константинополь.

## Територія

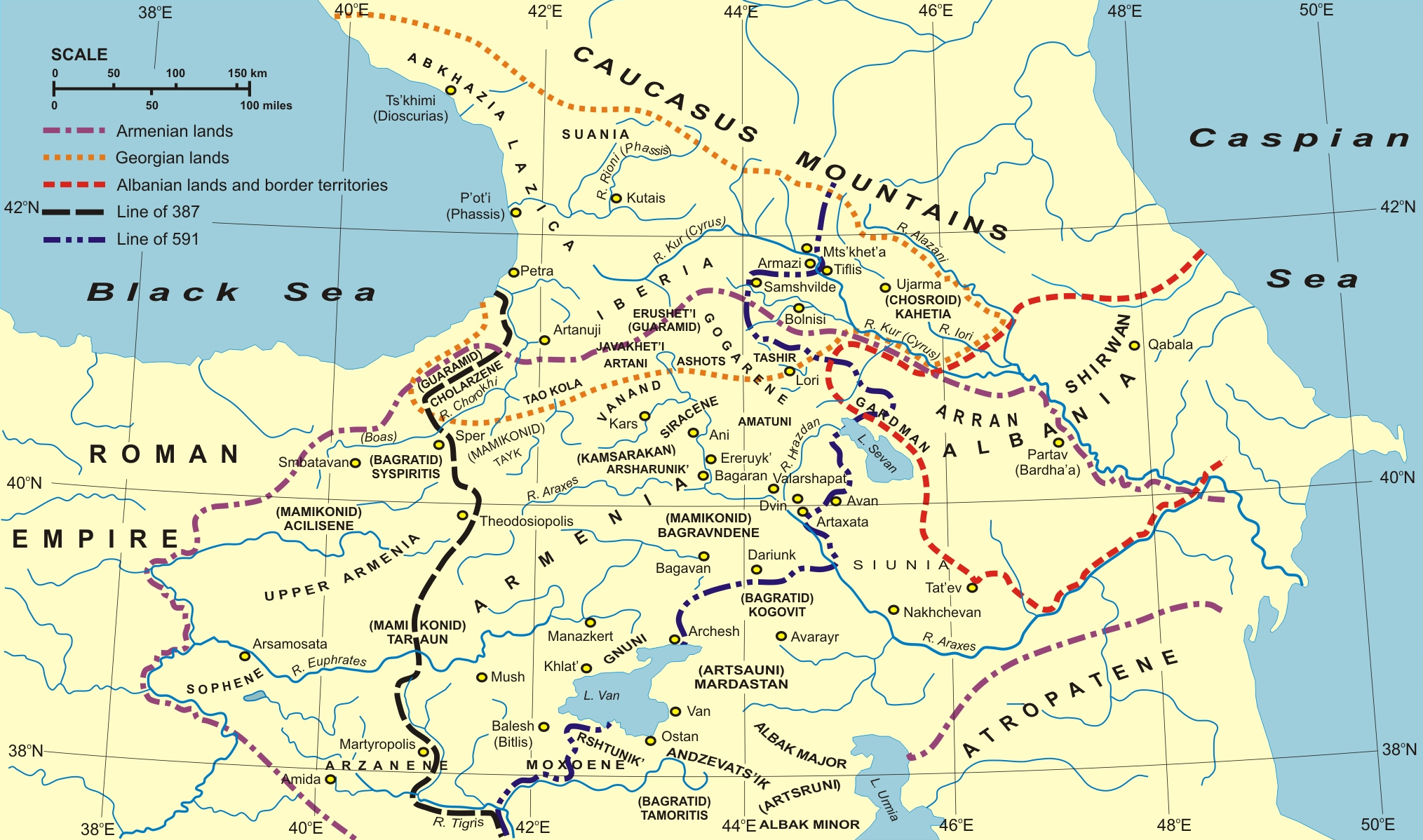
Закавказзя у IV—VI століттях за «Кембриджською історією Стародавнього світу»

За припущенням К. Туманова, після 772 року Тао, що належала тоді роду Маміконянів, розділили на дві частини. Верхня Тао відійшла до Багратідів, а Нижня, разом із Асіспорі, — до Гуарамідів. Після 772 року іберійські Багратіди оволоділи областями Артаани та Ерушеті.
Туманов пише: «Адарнас, син Васака — молодшого брата Смбата VII, переселився в Іберію після 772 року. Там він придбав землі Ерушеті і Артаани (Ардахан), а на рубежі століть успадкував державу Гуарамідів, що включала Кларджеті, Джавахеті та північний Тайк, або Тао, раніше взяті у Маміконянів». Приблизно між 786—807 роками іберійські Багратіди успадкували князівство Гуарамідів, що включало Кларджеті, Джавахеті і Тао. Приблизно між 786—807 роками Нижній Тао, разом із Арсеацпором (Асіспорі) у Верхньому Тао, перейшов до іберійських Багратідів. Весь Тао остаточно об'єднанали 813 року. З цього часу Тао переходить від вірменської політичної сфери до грузинської.
Спочатку до складу князівства входили Кларджеті, Шавшеті, Аджара по річках Чорох — Іспір і, власне, Тао, по верхній течії річок Кур — Кола, Артаані, Самцхе і Джавахеті.
952 року візантійський імператор Костянтин Багрянородний у своїй роботі «Про управління імперією» писав, що межа між Візантією і Тао-Кларджеті проходила по річці Аракс (приблизно з 949 року).
Згідно з повідомленнями історичних джерел, за надану допомогу в придушенні заколоту Барда Скліра Візантія передала Давиду III Куропалату низку областей. Згідно зі Степаносом Таронеці, до них входили Халтія Арич, «зі (своєю) клісурою», Чормайрі, Карін, Басеан і фортеці Севук в Мардалі, Харк і Апахунік. В. Степаненко та К. Юзбашян вважають, що Давид у реальності отримав тільки Карін-Феодосіополь, оскільки Басеан вже перебував у складі Тао, Халтія Арич і Чормайрі імовірно були під сюзеренітетом Давида, а Харк і Апахунік належали Мерванідам, їх ще належало відвоювати (що і сталося 992—993 рр.). С. Репп і Р. Едвардс, навпаки, стверджують, що Харк і Апахунік вже де-факто перебували під контролем Давида. Між 990 і 991 роками Давид оволодів Манцикертом. У 997—998 роках війська Давида безуспішно осаджували Ахлат.

## Населення

### Суспільство
У князівстві паралельно співіснували як об'єднані в сільські громади вільні виробники і приватні власники, так і закріпачені ремісники — глехі (селяни). У цей же період, у зв'язку з розвитком великого феодального землеволодіння, до початку X століття завершився процес формування феодального класу — азнаурі — і сталося закріпачення вільних ремісників. До азнаурі належали дідебулі, поки ще не виділені в окремий стан і іменовані «дідебулі азнаурі», що значить «вельможні азнаурі». Нижче азнаурів стояли вільні мсахурні (служиві), що були на службі у царя або вельможного азнаурі. На час зміцнення феодальних відносин азнаурі були однією зі складових частин соціально панівної верстви. Церковна влада і духовенство мали величезний авторитет, з яким треба було рахуватися. Вони прагнули до незалежності від світської влади і навіть намагалися перевершувати її, пробуючи взяти управління країною в свої руки. Церква об'єднувала території і протидіяла фактору дроблення і перегрупування земель під владою різних політичних керівників. Монастирі багатіли за рахунок пожертвувань. Вони були частиною феодальної системи в тому сенсі, що могли мати своїх кріпаків. Національне об'єднання, яке проводили Багратіоні, підтримали церква, дрібне дворянство та зростаюче купецтво.

### Демографія
Згідно з С. Раппом, Тао-Кларджеті населяли грузини, вірмени та в меншій мірі греки. Яна Чехановець вважає населення Тао-Кларджеті змішаним вірмено-грузинським.
Напередодні створення князівства вірмени проживали в основному в Тао, особливо в південній частині області, де вони становили більшість; північна частина була в основному грузинською. Згідно з Алісон Вакк, Тао традиційно був етнічно змішаним регіоном. Як зазначає Кшиштоф Стопка, більшу частину населення Тао, що відійшло від Вірменії до Грузії в VIII столітті, становили вірмени. Леонтій Мровелі розглядав Тао як «вірменську країну». Згідно з В. Степаненком, в епоху арабських завоювань населення Тао було переважно вірменським. Арабські навали, однак, привели до масштабного руйнування і спустошення області. У IX столітті починається приплив грузинського населення, Тайк поступово перетворюється в Тао. Як зазначає «Оксфордський словник Візантії», переселення грузин у Тао в IX столітті описано в «Житії Григорія Хандзтелі». Згідно з С. Раппом, після захоплення арабами Східної Грузії та її столиці Тбілісі значна частина картвелів мігрувала на південний захід в Тао-Кларджеті. С. Рапп зазначає, що в результаті цієї окупації, можливо, тисячі представників світської та релігійної еліти залишили регіон: «протягом наступних двох століть був створений Картлі у вигнанні, який я називаю нео-Картлі». І. Дорфман-Лазарєв уточнює, що переселення спочатку йшло в області на північ від Тао, де переважало грузинське населення, а згодом міграція змістилася на південь і південний захід, де проживали переважно вірмени.

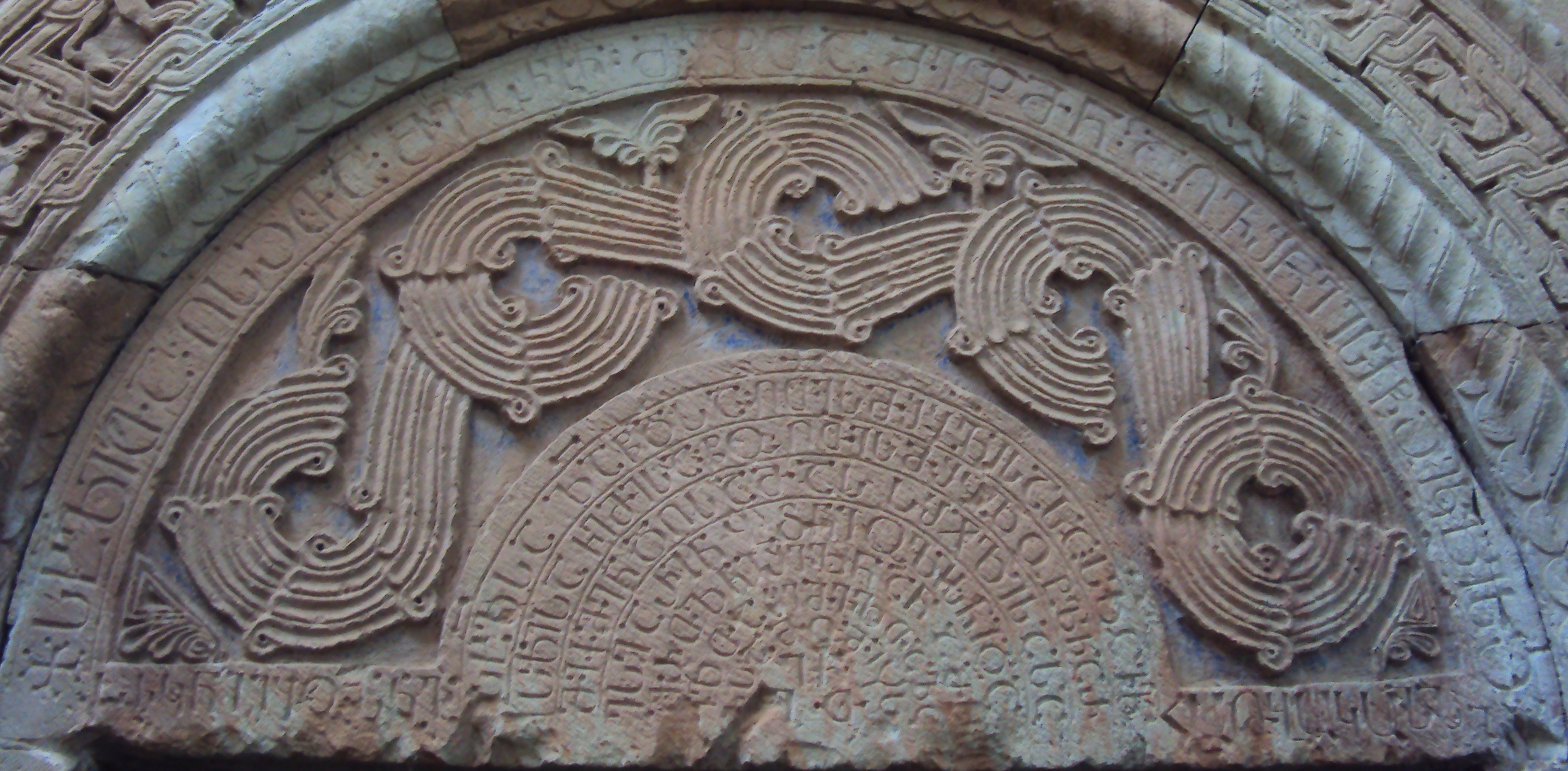
Ішхані, напис Асомтаврули (1006), з грузинським та вірменським літочисленням

Частина вірмен Тао-Кларджеті в релігійному плані сповідували діофізитство, частина — монофізитство. Після відторгнення від Вірменії «грузинська» халкідонітська догматика поширилася серед місцевих вірмен Тао. Хоча «звернені» продовжували використовувати вірменську мову як мову своєї літургії, вони підпорядковувалися церковній владі католикоса Грузії і вважали своїх співвітчизників, які не залишили національну юрисдикцію, «єретиками-монофізитами». Н. Алексидзе зазначає, що, залишаючись етнічними вірменами, проте вийшовши з юрисдикції національної церкви, це населення набувало особливої ідентичністі, яку в сучасних дослідженнях характеризують як вірмено-халкідонська. Вони здійснювали переклади агіографічних творів із вірменської грузинською мовою. Цю літературну діяльність спрямовували на вірменські громади Тао, які, згідно з Г. Чеішвілі, на той час майже втратили свою ідентичність. У деяких грузинських рукописах зустрічаються також вірменські слова і терміни. За словами В. Степаненка, «все це — свідчення тої двомовності, яка неминуче мала сформуватися в Тао внаслідок грузинської колонізації». Грузинський рукопис X століття містить зразки місцевого вірменського діалекту. Анна Елізабет Редгейт, посилаючись на російського історика Арутюнову-Фіданян, зазначає, що вірмени-халкідоніти уникали злиття або спільної ідентифікації зі своїми грузинськими і грецькими одновірцями. Середньовічні візантійські автори називали всіх халкідонітів Південного Кавказу, враховуючи вірмен, «іверами», тобто грузинами.

## Економіка
У VIII столітті територія князівства сильно постраждала від арабського нашестя та епідемій, що вплинуло на скорочення чисельності населення і стало причиною зникнення міст і сіл. Після сформування князівства Ашот відновив місто Артануджі, яке стало найважливішим політичним центром. Регіон Тао мав невеликі міста з щільним населенням. Незалежність від Візантійської та Арабської імперій пішла на користь державі, оскільки вона не мала високих податків. Особливо важливим результатом звільнення від двох імперій став розвиток Артануджі як великого торгового міста. Збагачуючись за рахунок торгівлі по Великому шовковому шляху, Артануджі перетворився на великий торгово-ремісничий центр Грузії. Докладний опис міста в X столітті залишив Костянтин VII Багрянородний у творі «Про управління імперією»:
|  | Артануджська фортеця дуже міцна і має великий посад і також місто. І туди прибуває товар з усіх земель Трапезунда, Іберії, Абхазії, Вірменії та Сирії. І з цих товарів він отримує великі мита. Артануджська земля, тобто Арзен, велика і родюча і є ключем Іберії, Абхазії і країни месхів. |

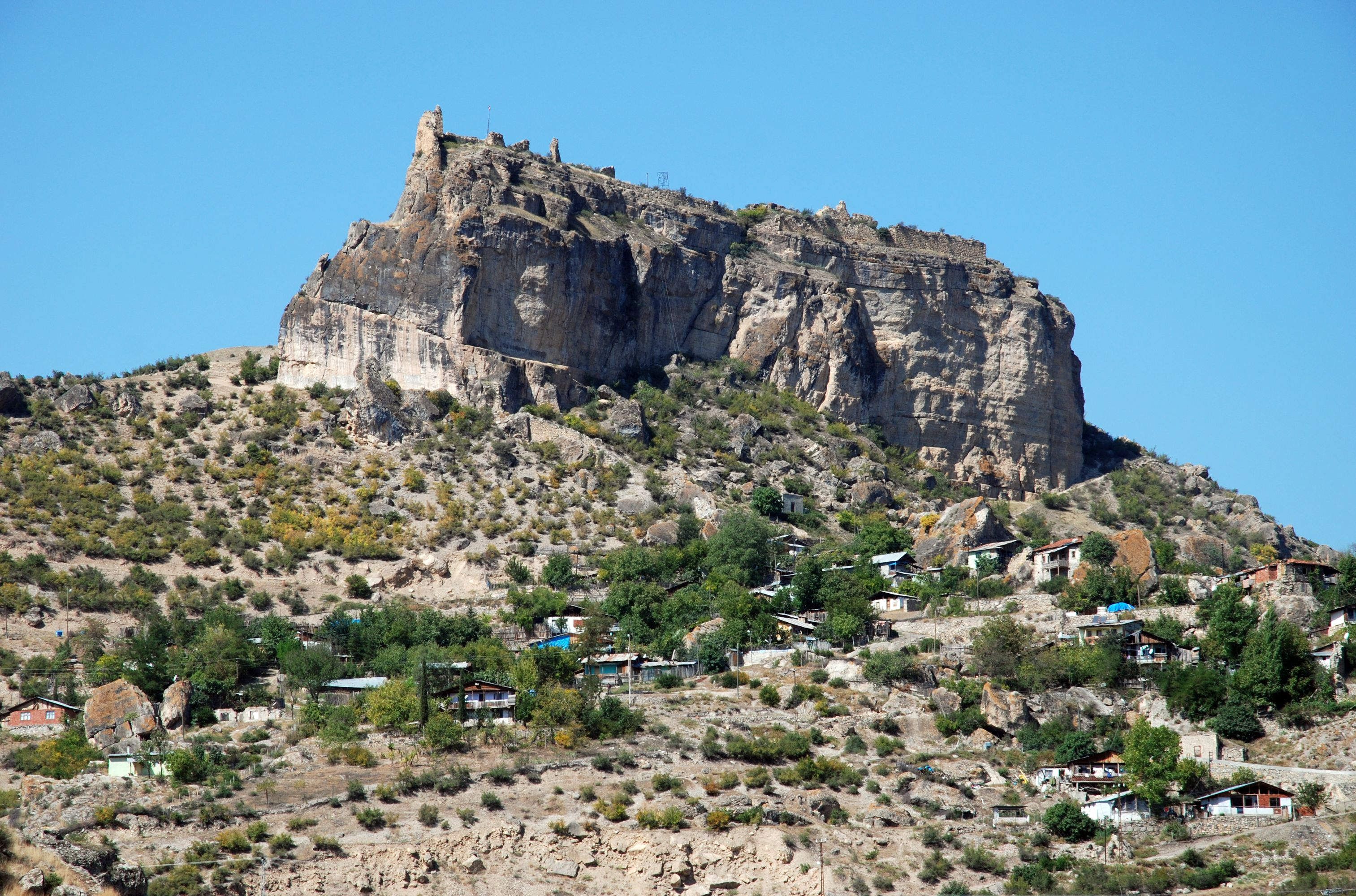
Руїни цитаделі Артануджі на вершині гори, побудованій у V столітті Вахтангом Горгасалі, царем Іберії (область Кларджеті)

Торгівлю вели в основному з Візантією та сусідніми країнами, зокрема з Абхазією, Вірменією та іншими мусульманськими країнами Близького сходу. Місто знаходилося на найважливішому торговому шляху, що вів з Феодосіополя до Чорноморського узбережжя. Від Чорного моря (поблизу Хопе) торговий шлях ішов через Борчху та Артвин до Стамбула, від якого одна гілка йшла на схід в східну Грузію, що знаходилася в той час в основному в руках арабів, а інша — в Карс та іншу частину Вірменії. Вирощування різних сільськогосподарських культур, здатних задовольнити потреби сусідніх країн, сприяло розвитку інтенсивного обміну. Є підстави вважати, що країна експортувала хліб та інші сільськогосподарські продукти — вино, фрукти, худобу, шерсть і т. д. Також у князівстві, особливо в Месхеті, було розвинене скотарство. В цей час поширювалися візантійські монети на території князівства, вони циркулювали разом із арабськими монетами, які карбували по всьому регіону після арабського нашестя. Карбування місцевої грузинської монети відновив Давид III, що говорить про економічний підйом держави.

## Культура
Георгій Мерчуле, X століття
Стівен Рапп зазначає, що картвельці, серед яких були священики та представники культурної еліти, втікаючи від арабів, емігрували на південний захід, в тому числі в Тао-Кларджеті. Згодом ці області стали важливим центром розвитку картвельської культури та літератури. У цій «новій Картлі» картвельські переселенці зіткнулися з переважаючим вірменським населенням. Взаємодія та взаємопроникнення культур, поряд із сильним візантійським впливом, сприяли культурному підйому. Ці процеси підготували ґрунт для подальшого об'єднання грузинських земель під керівництвом «картвелізованної» гілки дому Багратідів.

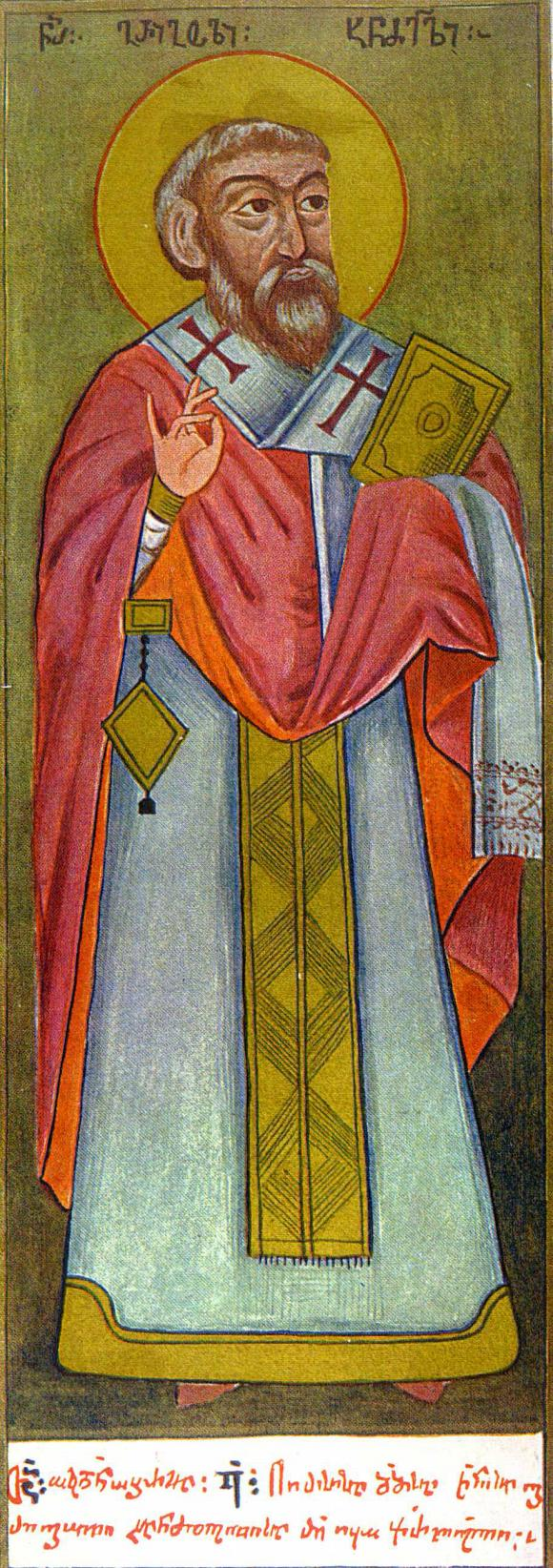
Григорій Хандзтійський, мініатюра XVIII століття з Грузії

### Релігія
Головною ідеологічною опорою князівства стала церква, яка підтримувала патріотичний рух проти арабських завойовників. Цей рух очолив Григорій Хандзтійський, який став архімандритом дванадцяти монастирів у Кларджеті. Ці монастирі Микола Марр характеризував як «чернечу республіку», очолювану Григорієм Хандзтійським. Сучасники називали Григорія «славою картвелів, світилом, що освітлює край». Систему монастирів також називали «грузинський синай». Консолідація картвельської церкви в Тао-Кларджеті мала величезне значення. Вона сприяла об'єднанню різних грузинських народностей і земель, передувала політичному об'єднанню Грузії Багратідами у перші роки XI століття. С. Рапп зазначає, що саме з цього часу можна говорити про істинно грузинське царство та грузинську церкву.

### Архітектура
Якщо спочатку давня грузинська архітектура з одного боку була тісно пов'язана з Візантією, зокрема з Сирією, та з іншого — з Іраном, то у IX—X століттях вона стає самобутньою. З VIII століття в Південній Грузії особливого поширення набуло монастирське життя, де заснували такі великі монастирські центри, як Опіза, Ішхані, Ошки, Бана, Цкароставі, Хандзта, Хахулі, Шатберді, Зарзма та інші. Особливу цінність представляє храм Ошки X століття, перший із чотирьох Великих Кафедралів (у наш час знаходиться на території Туреччини). До цього дня ці церкви є апогеєм грузинської цивілізації у східній Анатолії.

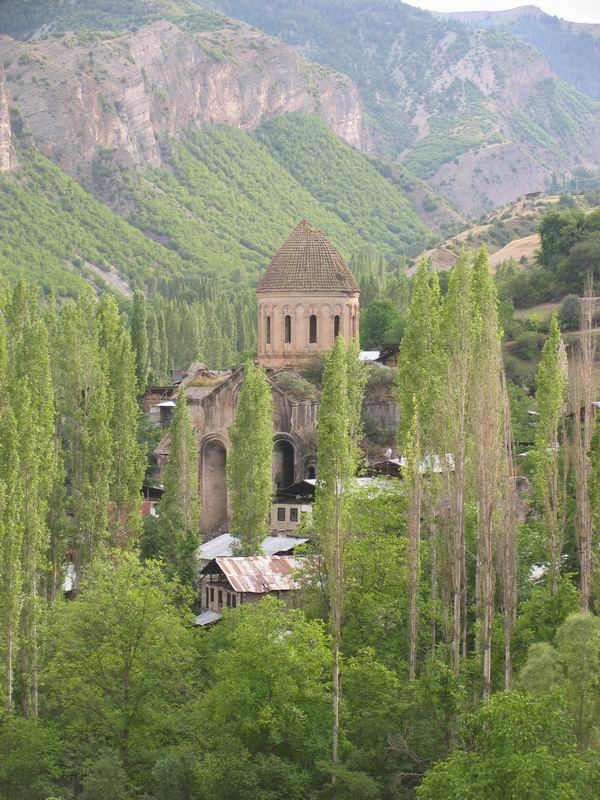
Православний собор Ошки (958—964)
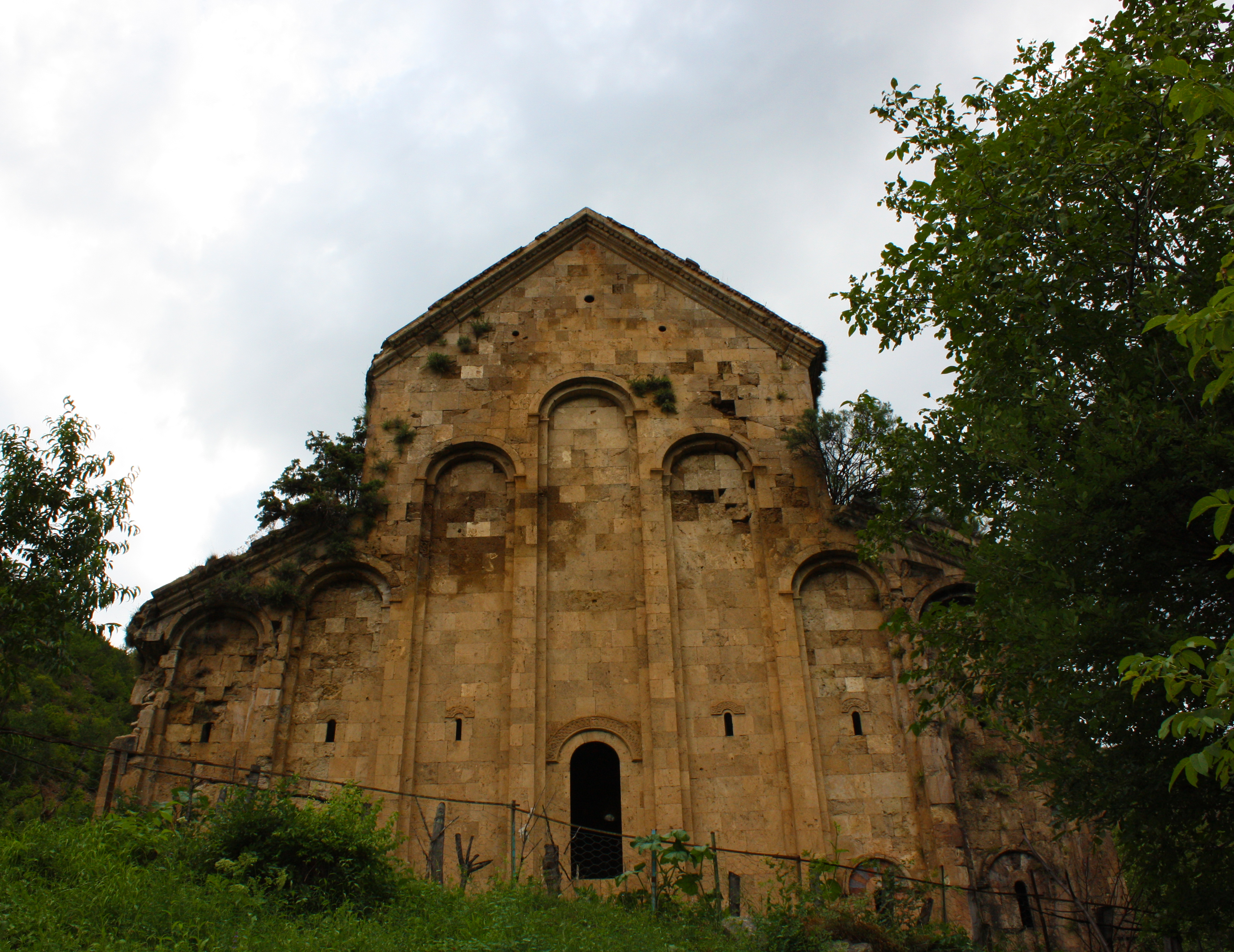
Руїни церкви Отхта Еклессія (Церква Чотирьох) X століття
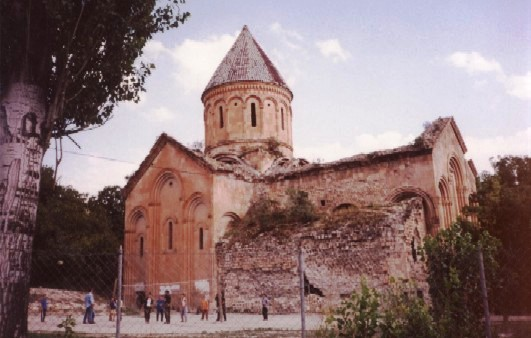
Православний кафедральний храм Ішхані IX століття
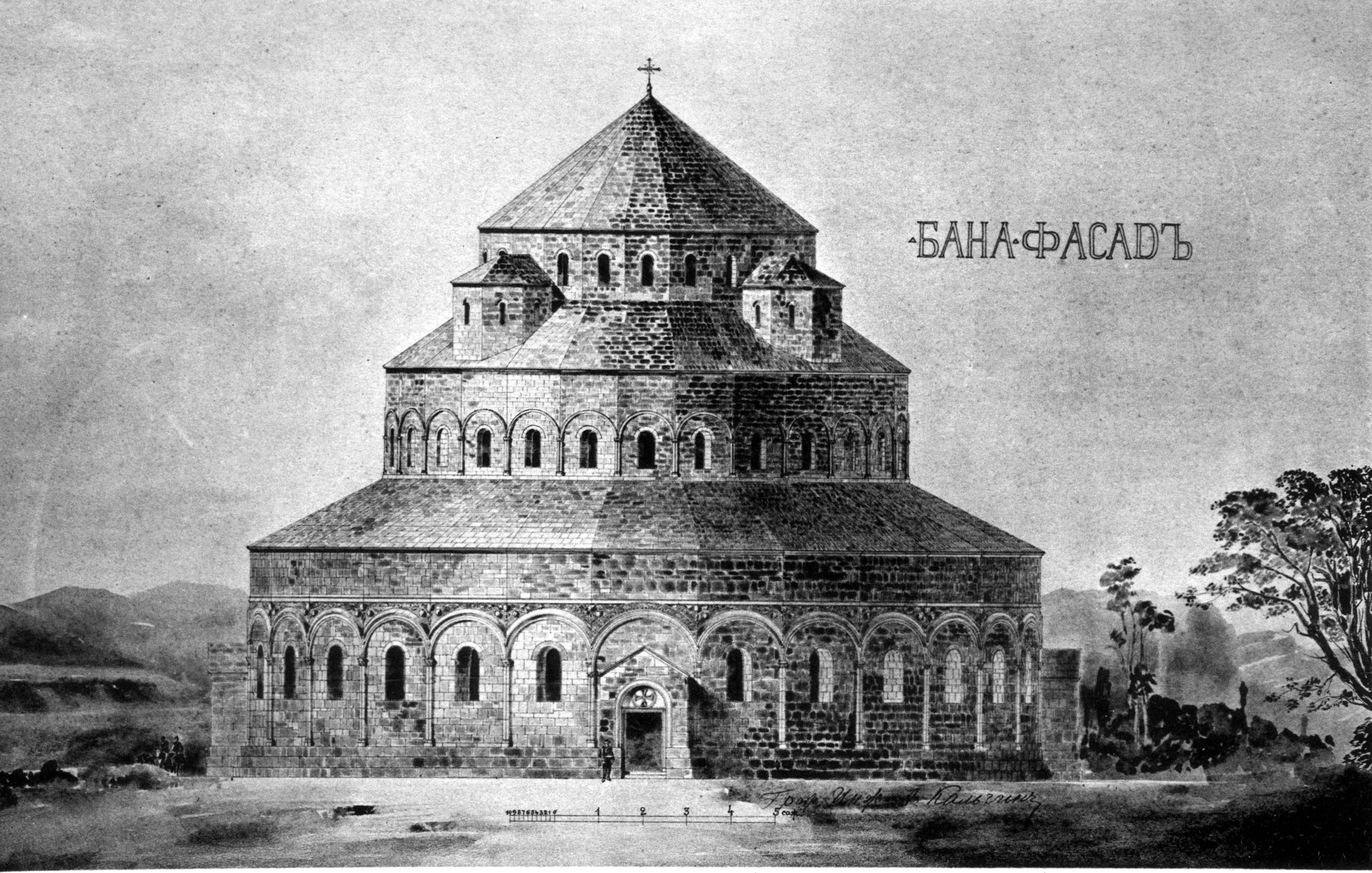
Креслення реконструкції собору Бана, біля 881—923 рр.

### Мистецтво та література
У різних монастирських центрах виникли місцеві скрипторії зі своїми традиціями. Завдяки культурному підйому в князівстві незабаром з'явилася блискуча плеяда грузинських письменників, вчених, художників, майстрів із оформлення книг, різьбярів по каменю й дереву, карбування. Серед діячів науки та літератури виділяють таких представників Грузинської церкви, як Григорій Хандзтійський, Георгій Мерчуле, Мікаел Модрекілі та інші. Кращі зразки грузинської агіографії та гімнографії створені ченцями Тао-Кларджеті: «Житіє Григорія Хандзтелі», «Житіє Серапіона Зарзмелі», «Мучеництва Михайла (Гоброна)», гімни Мікаела Модрекілі та інших грузинських авторів включені в його «Іадгарі». З біблійних книг, скопійованих у Тао-Кларджеті, збереглися кодекси: «Ошкській кодекс» (978) — перший повний переклад Біблії грузинською мовою, Книга Псалмів і кілька Четвероєвангелій. У цей же період написали «Звернення Грузії» та «Житіє святої Ніни». У IX столітті грузинська писемність «нусхурі» (рядково-церковна) приймає цілком оформлений вид. У X столітті з'явилася тенденція переходу з «нусхурі» на «мхедрулі» (цивільна писемність).

«Шатбердскій збірник», 973 рік
Мініатюра з «Цкароставського чотириглав’я»
«Пархальське багатоглав’я»
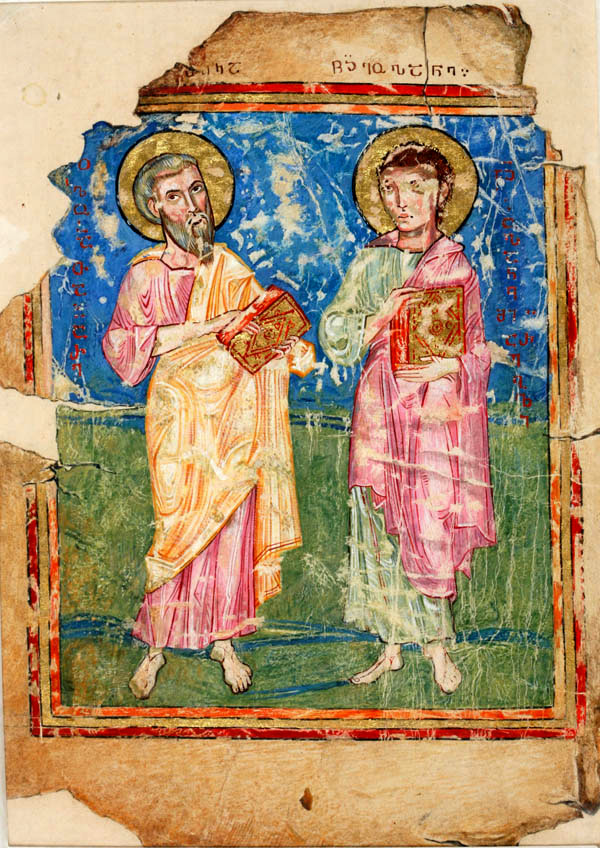
Мініатюра з «Адішске четвероглав’я», 897 м

Окрім розвитку оригінальної творчості, інтенсивно переводили праці з грецької, сирійської, арабської, вірменської мов, щоб долучити грузинську культуру до новітніх досягнень літератури й науки. Одним із прикладів цього є «Мудрість Варлаама» — грузинська адаптація східної легенди про Будду.

### Грузинські громади за кордоном
Одним із перших центрів грузинської культури за кордоном була Сабацміндська лавра в Палестині. У другій половині X століття на Синайській горі заснували грузинську монастирську колонію. Важливим монастирським центром був монастир Улумбо в Малій Азії, заснований Іларіоном Грузинським. З початку IX століття християнська Грузія в процесі боротьби з арабами та політичного зближення з Візантією поступово змінювала свою культурну орієнтацію: з палестинських культурних центрів вона змістилася на грецькі. Незабаром після цього створили перші грузинські монастирські громади в Греції. Івіронський монастир на Афоні перетворили у найбільший центр грузинської наукової думки та писемності. Блискучі представники цієї школи: Іоанн, Євтимій, Георгій, Теофіле та інші.

## Правителі

### Походження Грузинських Багратідів
(звернення до Ашота) Григорій Хандзтійський, VIII ст.
Відповідно до сучасних уявлень, династія Багратіоні є гілкою вірменських Багратідів, які мігрували з Вірменії до Грузії після безуспішного повстання проти арабів 772 року. Низка вчених, зокрема Адонц та Туманов, вважали батьківщиною Багратіоні провінцію Іспір, прикордонну область між Вірменією та Грузією. С. Рапп зазначав, що Багратіди після переселення в Тао-Кларджеті дуже скоро зазнали грузинської культурної асиміляції. Після того як грузинська гілка знайшла царську владу в Грузії, легенда про їхнє біблійне походження допомогла затвердити їхню легітимність в очах народу і стала головною ідеологічною основою тисячолітнього правління Багратіоні у Грузії.

### Список правителів
- Ашот I Великий — верховний князь і куропалат (813—830);

830—842 — панування арабів
- Баграт I — верховний князь і куропалат (842—876);
- Давид I — верховний князь і куропалат (876—881);
- Гурген I — верховний князь і куропалат (881—891);
- Адарнасе II — цар і куропалат (888—923; 891—923),
- Давид II — титульний цар (923—937);
- Ашот II — титульний цар і куропалат (923—954; 937—954);
- Сумбат I — титульний цар і куропалат (954—958),
- Адарнасе V — куропалат (958—961);
- Баграт II — титульний цар (958—994);
- Давид III Великий — куропалат (978—1001);
- Гурген II — цар-царів (994—1008);

1001 — частина Тао відійшла до Візантії
- Баграт III — куропалат (1001—1014).

### Титулатура
Після смерті Ашота I Куропалата князівство розділили його спадкоємці. Виникли дві правлячі гілки: Тао та Кларджеті. Гілка Тао згодом також розділилася. Правління Багратіоні характеризують «феодальною колегіальністю». Примітно те, що майже всіх представників цього будинку іменували «царями», проте «куропалат картвелів» мав позначати конкретну владу, яка виражала певну форму взаємин із Візантією, що була прерогативою лише одного представника цього роду. Згідно з Павлом Інгороква, поява титулатури царя вже з часів Ашота означала відновлення «царювання» в будинку Багратіоні. Однак більшість істориків дотримуються думки, що царствену владу відновили за часів Адарнасе, який прийняв титул «царя картвелів».
888 року Адарнасе II засновав титул «царя картвелів» і таким чином замінив місцевий головний титул «еріставт-еріставі» («князь-князів») та візантійський «куропалат». Згідно з Іваном Джавахішвілі, голові роду («куропалату» і «царю картвелів») підкорялися інші представники знаті з титулами «еріставі» іта«еріставт-еріставі». Останні були представлені посадовими особами при царському дворі.
Гурген II, батько Баграта III, титулував себе «царем царів», що, за словами Сумбата, було обумовлено царюванням його сина Баграта в Абхазькому царстві (з 978 року).

### Первинні джерела
- Сумбат Давітіс-дзе. История и повествование о Багратионах. — Тб. : Мецниереба, 1979.
- Летопись Картли : [Текст] / Пер., введ. [с. 5-36] и примеч. Г. В. Цулая. — Тб. : Мецниереба, 1982. — 112 с. — 7000 прим.
- Георгій Мерчуле. Житіє Григорія Хандзтелі. — Санкт-Петербург : Факультет восточных языков Санкт-Петербургского университета, 1911.
- Всеобщая история Степаноса Таронскаго Асохьика по прозванию: Писателя 11. стол / Перевед. с армянскаго и об-яснена Н. Эминым. — М. : Типогр. Лазарев. Инст. восточ. языков, 1864.
- Костянтин Багрянородний. Про управління імперією. М.: Наука, 1991.
- Повествование вардапета Аристакэса Ластиверци / Пер. К. Н. Юзбашян. — М., 1960.
- Іоанн Скилиця, Hans Thurn. Ioannis Scylitzae Synopsis historiarum. — Берлін : De Gruyter, 1973. — ISBN 978-3-11-002285-8.
- Єгіше. History of Vardan and the Armenian War. — Cambridge, Mass : Harvard University Press, 1982. — ISBN 0-674-40335-5, 978-0-674-40335-2.
- Ях'я Антіохійський. Histoire de Yahya-ibn-Sa'ïd d'Antioche, continuateur de Sa'ïd-ibn-Bitriq. — Paris : Didot, 1957. — ISBN 1-74009-002-0.
- Ованес Драсханакертці. История Армении / Перевод с древнеармянского М. О. Дарбинян-Меликян. — Ер., 1984.

### Дослідження
англійською мовою
- E. Taqaishvili, edit. W. E. D. Allen. Georgian chronology and the beginning of Bagratid rule in Georgia // Georgica: a journal of Georgian and Caucasian studies / Georgian historical society. — London : Published by S. Austin & sons, ltd, 1935. — С. 9-27.
- Toumanoff, Cyril. Medieval Georgian historical literature. — Cosmopolitan Science & art Service Co, 1943.
- Toumanoff, Cyril. Studies in Christian Caucasian history. — Georgetown University Press, 1963.
- Toumanoff, Cyril. Armenia and Georgia // The Byzantine Empire. 1. Byzantium and Its Neighbours. — 1966. — 25 March.
- Robert W. Edwards. The Vale of Kola: A Final Preliminary Report on the Marchlands of Northeast Turkey // Dumbarton Oaks Papers. — 1988. — Vol. 42 (25 March). — ISSN 0070-7546.
- T. A. Sinclair. Eastern Turkey : an architectural and archaeological survey. Vol. II. — London, 1989. — ISBN 978-1-904597-73-5.
- Nina G. Garsoian. The Oxford Dictionary of Byzantium / Editor in chief Alexander P. Kazhan. — Oxford University Press, 1991. — Т. 3.
- Robert H. Hewsen. The geography of Ananias of Sirak = (Ашхарацуйц). — Wiesbaden : Reichert Verlag, 1992. — ISBN 978-3-88226-485-2.
- Ronald Grigor Suny. The making of the Georgian nation. — 2nd ed. — Bloomington : Indiana University Press, 1994. — ISBN 0-253-35579-6.
- Stephen H Rapp. Imagining history at the crossroads: Persia, Byzantium, and the architects of the written Georgian past. — 1997. — 25 March.
- Donald Rayfield. The literature of Georgia : a history. — 2nd rev. ed. — Surrey : Curzon Press, 2000. — ISBN 0-7007-1163-5.
- Vassiliki Nerantzi-Varmazi. Byzantium and Iberia (6th-11th Centuries) (PDF) // PHASIS. — 2000. — Iss. 2—3 (25 March). — P. 307–310. — ISSN 2346-8459. Архівовано з джерела 4 березня 2021. Процитовано 2021-03-05.
- Stephen H. Rapp. Studies in medieval Georgian historiography : early texts and Eurasian contexts. — Lovanii : Peeters, 2003. — ISBN 90-429-1318-5.
- Donald Rayfield. Edge of empires : a history of Georgia. — London : Reaktion Books, 2012. — ISBN 978-1-299-19101-3.
- Stephen H. Rapp, Jr. Caucasia and the Second Byzantine Commonwealth: Byzantinization in the Context of Regional Coherence // An NCEEER Working Paper. — 2012. — 25 березня. — С. 2.
- Stephen H. Rapp. The Sasanian world through Georgian eyes : Caucasia and the Iranian Commonwealth in Late Antique Georgian literature. — Surrey : Ashgate, 2014. — ISBN 978-1-4724-3935-2.
- Alexander Mikaberidze. Historical dictionary of Georgia. — Lanham, Md. : Scarecrow Press, 2007. — ISBN 978-0-8108-5580-9.

грузинською мовою
- Р. Метревели. История грузинской дипломатии. — Тб, 2003. — ISBN 978-99940-20-32-4.
- Литературное наследие Тао-Кларджети. — Тб. : Институт рукописей имени Корнелия Кекелидз, 2018. — 318 с. — ISBN 978-9941-9564-0-9.

російською мовою
- Б. Д. Греков. Очерки истории СССР: Период феодализма, IX-XV вв / Институт истории (Академия наук СССР). — М. : Изд-во Академии наук СССР, 1953.
- Б. А. Рыбаков, СССР. Институт истории материальной культуры. Глава пятая Закавказье в период арабского владычества в VII—IX вв. // Очерки истории СССР: Кризис рабовладельческой системы и зарождение феодализма на территории СССР, III-IX вв. — Москва : Академія наук СРСР, 1958.
- С. А. Плетнёва, Б. А. Рыбаков. Первобытнообщинный строй, Древнейшие государства Закавказья и средней Азии, Древняя Русь (до начала ХІІІв) // История СССР: с древнейших времён до наших дней : В двух сериях в двенадцати томах, / Академія наук СРСР. Інститут археології. — М. : Издательство Наука, 1966.
- Большая советская энциклопедия : [в 30 т.] / гл. ред.  А. М. Прохоров. — 3-е изд. — Москва : Советская энциклопедия, 1969—1978.
- Тао-Кларджетское княжество // Советская историческая энциклопедия : у 16 т. / под ред. Е. М. Жукова. — М. : Советская энциклопедия, 1973. — Т. 14. — 1040 ствп.(рос.)
- Николай Бердзенишвили. Істория Грузии. — Тб. : Цодна, 1962.
- М. Лордкипанидзе, Д. Мусхелишвили. Грузия в IV—X веках // Очерки истории Грузии. — Тб. : Мецниереба, 1988. — Т. 2.
- Степаненко В. П. Апахуник в византийско-таоских отношениях в период мятежа Варды Склира (976—979) // Античная древность и средние века. — 1973. — Вип. 10 (25 березня). — С. 221. Архівовано з джерела 5 березня 2021.
- Вачнадзе М., Гурули В., Бахтадзе М. А.  / ТДУ. — Тб., 1993.
- В. Силогава.  — Тб. : Изд-во Кавказского университета, 2006. — 891 с. — ISBN 99940-861-7-0.
- Папаскири Зураб. Византийское содружество наций" и международное положение грузинских политических образований в первой половине x столетия // Кавказ и глобализация. — 2011. — № 3—4 (25 березня).
- Жордания Э.Г. Страна и мир в средневековой Грузии // Исторический журнал: научные исследования. — 2013. — Т. 6, вип. 6 (25 березня). — С. 541–549. — ISSN 2222-1972. — DOI:10.7256/2222-1972.2013.6.10899.
- Д. А. Косоуров. К вопросу о датировке получения титула куропалата правителем Тао-Кларджети Давидом III // Античная древность и средние века. Вып. 46. — 2018. — 25 березня. — С. 90–101. — ISSN 0320-4472.
- А. Ю. Виноградов, Д. А. Косоуров. Кто объединил Грузию? Давид Куропалат, Абхазское царство и Византийская империя // Античная древность и средние века. — 2019. — Т. 47 (25 березня). — С. 29–49. — DOI:10.15826/adsv.2019.47.003.

французькою мовою
- Броссе Марій, Воронцов Михайло. Донесения об археологическом путешествии в Грузию и Армению. — Санкт-Петербург : Петербурзька академія наук, 1851.